# Szenátus (Mexikó)
A Szenátus Mexikó kétkamarás szövetségi törvényhozásának a felsőháza. 128 mandátummal rendelkezik, melynek tagjait 6 évre választják meg.

## Történelem
A Szenátust, a kétkamarás törvényhozással együtt 1824-ben alapították meg. Eleinte azok lehettek szenátorok akik elmúltak 30 évesek, 2 éve az adott állam területén éltek valamint a külföldieknek minimum 8 évet kellett az adott államban élni és előtte a Spanyol Birodalom valamelyik területén kellett hogy éljen, ezer pesót kellett évente fizetniük. 
1836-ban A Hét törvény néven ismert alkotmány már előírta, hogy a Szenátus tagjai csakj 35 év felettiek lehetnek és mexikói állampolgárnak kell lennie. 
Az 1857-es alkotmány feloszlatta a Szenátust, majd 1874-ben ismét létrehozták. Porfirio Díaz uralma idején a rendszerhez hű gazdagok kaptak mandátumot. A mexikói forradalom alatt, főleg Madero elnöksége alatt, a Szenátusban Porfirio szimpatizánsai ültek, akik akadályozták az új elnök reformtörvényeinek a megszavazását. 

## Választási rendszer
Az 1990-es években hozott reformok nyomán, a Szenátusban 128 mandátum van, amiknek a megválasztása a következők szerint történik:
- Államonként 2 mandátumot relatív többségi szavazáson választanak meg.
- Államonként 11 mandátumot osztanak ki annak a pártnak amely a második legjobb eredményt éri el a választáson.
- Töredékszavazatokat osztanak ki.

A szenátori választáson minden párt két jelöltet állít, amely elindul a választáson közösen.

### Szenátori jelöltség feltétele
- Mexikói állampolgárság[2]
- Cselekvőképesség
- A választás napjáig a jelöltnek be kell töltenie a 25. életévet.
- Az adott szövetségi államból kell a jelöltnek származnia, vagy a választás előtt legalább 6 hónappal életvitelszerűen kell ott élnie.
- Nem lehet tagja a hadseregnek, a választás előtt 90 nappal sem rendőri, sem csendőri szervezetnek sem.
- Nem lehet a szövetségi állam minisztere, államtitkára a választás előtt 90. naptól
- Nem lehet vallási vezető

## Összetétele
| Párt                                 | Párt                                 | Választókerületi szavazat | Választókerületi szavazat | Választókerületi szavazat | Töredék szavazat | Töredék szavazat | Töredék szavazat | Összes mandátum | +/– |
| Párt                                 | Párt                                 | Szavazatok                | %                         | Mandátumok                | Szavazatok       | %                | Mandátumok       | Összes mandátum | +/– |
| ------------------------------------ | ------------------------------------ | ------------------------- | ------------------------- | ------------------------- | ---------------- | ---------------- | ---------------- | --------------- | --- |
|                                      | Nemzeti Újjászületési Mozgalom       | 21,261,577                | 37.50                     | 42                        |                  |                  | 13               | 55              | Új  |
|                                      | Nemzeti Akció Párt                   | 9,971,804                 | 17.59                     | 17                        |                  |                  | 6                | 23              | –15 |
|                                      | Intézményes Forradalmi Párt          | 9,013,658                 | 15.90                     | 7                         |                  |                  | 6                | 13              | –44 |
|                                      | Demokratikus Forradalom Pártja       | 2,984,861                 | 5.27                      | 6                         |                  |                  | 2                | 8               | –15 |
|                                      | Polgárok Mozgalma                    | 2,654,452                 | 4.68                      | 5                         |                  |                  | 2                | 7               | +6  |
|                                      | Mexikói Zöld Párt                    | 2,528,175                 | 4.46                      | 5                         |                  |                  | 2                | 7               | +3  |
|                                      | Munkáspárt                           | 2,164,442                 | 3.82                      | 5                         |                  |                  | 1                | 6               | +2  |
|                                      | Társadalmi Harc Pártja               | 1,320,559                 | 2.33                      | 8                         |                  |                  | 0                | 8               | Új  |
|                                      | Új Szövetség Pártja                  | 1,307,015                 | 2.31                      | 1                         |                  |                  | 0                | 1               | 0   |
|                                      | Függetlenek                          | 1,109,149                 | 1.96                      | 0                         | –                | –                | –                | 0               | 0   |
|                                      | Write-ins                            | 31,820                    | 0.06                      | –                         |                  |                  | –                | –               | –   |
| Érvénytelen/Üres                     | Érvénytelen/Üres                     | 2,344,357                 | 4.14                      | –                         |                  |                  | –                | –               | –   |
| Összesen                             | Összesen                             | 56,691,869                | 100                       | 96                        |                  | 100              | 32               | 128             | 0   |
| Választásra jogosultak/Részvétel (%) | Választásra jogosultak/Részvétel (%) | 89,994,039                | 63.52                     | –                         | 89,994,039       |                  | –                | –               | –   |
| Forrás: INE                          |                                      |                           |                           |                           |                  |                  |                  |                 |     |